# Hyaleucerea ockendeni
Hyaleucerea ockendeni là một loài bướm đêm thuộc phân họ Arctiinae, họ Erebidae.